# Викерс Велингтон
Викерс Велингтон (енгл. Vickers Wellington) је био британски средњи бомбардер из периода Другог свјетског рата. Производила га је фабрика Викерс-Армстронгс (Vickers-Armstrongs) од октобра 1938. до 1945. године. Кориштен је до 1953.

## Развој
Било је природно да фирма Викерс (од октобра 1938. Викерс-Армстронгс) настави са успјешним концептом геодетске конструкције из авиона Викерс Велесли и код свог новог авиона. Постојали су проблеми у примјени геодетског концепта на крила и труп са великим отвором за бомбе али је прототип Б.9/32 био успјешан и до почетка Другог свјетског рата се развио у најбољи британски бомбардер.
Први лет прототипа Викерс Велингтона је изведен 15. јуна 1936. године, а авион је ушао у серијску производњу у октобру 1938. Произведено је укупно 11,464 авиона.
Слиједе неке верзије авиона:
- - са моторима Пегазус 18 од 1050 КС и са 4 митраљеза за одбрану у носним и репним куполама. Носивост бомби 2041 kg. Произведено више од 180.
- - има Неш и Томпсон погоњене куполе. Произведено више од 183.
- - додата и 2 митраљеза у прозорима на странама трупа. Произведено око 2685.
- - Мотори 1145 КС Мерлин 10, друго као IC. Произведено око 400.
- - главна верзија Бомбардерске команде (Bomber Command) 1941—1942. са моторима Херкјулиз 3 (Hercules III) или 11 од 1375 КС и 4 митраљеза у репној куполи. Произведено 1519.
- - користиле су га пољске ескадриле у РАФ-у. Мотори Твин Восп (Twin Wasp) Р-1830-С3Ц4-Г. Направљено 220.

## У борби
Бомбардери Велингтон су кориштени од самог почетка до краја рата. Са другим авионима - Хендли Пејџ Хемпден и Армстронг Вајтворт Вајтли су чинили главну снагу бомбардера за ноћно бомбардовање Њемачке до замјене са новим четверомоторним бомбардерима Авро Ланкастер и Хендли Пејџ Халифакс. У каснијем периоду рата су кориштени и као торпедни бомбардери, полагачи морских мина, противподморнички авиони, за обуку посада, и друге намјене.

## Карактеристике
Врста авиона: средњи бомбардер
- Први лет прототипа: 15. јун 1936.

Димензије
- Аеропрофил крила:

Масе
Погонска група
- Мотори: два, Бристол Пегазус 18 (Bristol Pegasus Mark XVIII), 783 kW, 1,050 КС
- Однос снага/тежина:

## Летне особине
- Највећа брзина: (IC) 378 km/h (већина других верзија) 410 km/h, 483
- Радијус дејства: 2905
- Највећи долет:
- Оперативни врхунац лета: 6710
- Брзина пењања: 320

## Наоружање
- Стрељачко: 4 до 8 митраљеза 0.303 ин (7.7 mm), 2-4 у репној куполи, 2 у носу, неке верзије по један на трупним прозорима
- Бомбе: до 2041 kg бомби, мина или торпедо